# Eilert Pilarm
Eilert Dahlberg, mer känd under tidigare namnet Eilert Pilarm, född 2 april 1953 i Anundsjö i Örnsköldsviks kommun och allmänt kallad "Husum-Elvis". Pilarm är känd för sin särpräglade tolkning av Elvis Presley. Klädsel och sångmaterial följer originalet, men tolkningen i övrigt präglas av bristfällig sångröst, bristande tonsäkerhet, bristande rytm och mycket dåligt uttal av de engelska texterna. Detta tros vara nyckeln till Pilarms framgång. Pilarm är känd i Storbritannien medan han i Sverige även är känd för medverkan i reklamfilmer.

## Framträdanden
På nyårsafton 1999 uppträdde han inför mer än 10 miljoner TV-tittare på en av BBC:s TV-shower, efter att ha blivit framröstad av TV-tittarna som "Årets Artist i Storbritannien". Han fick där även pris för "Den bästa imitationen gjord av en svensk, under de senaste 1 000 åren". För att klara sin utlandsvistelse i Storbritannien språkligt hade han med sig en tolk.
Under 2001 var han Sveriges mest bokade artist. Han har även medverkat i engelsk TV samt i TV-reklam för Kelda.
Pilarm är en av flera musiker som medverkar i Irwin Chusids bok och album Songs in the Key of Z från 2000, som fokuserar på outsidermusik.
Eilert Pilarm avsåg att helt sluta uppträda år 2003, men har gjort sporadiska framträdanden efter det, bland annat på festivalen Bonnarock i Alingsås 2014.
Efter avslutad sångarkarriär återtog Pilarm födelsenamnet Dahlberg.

## Diskografi

### Album
- 1996 – Greatest Hits
- 1998 – Eilert Is Back
- 2000 – Eilert Pilarm & Partybandet - Live In Stockholm
- 2001 – Eilerts Jul
- 2003 – Eilert Forever
- 2006 – Best Of Elvis
- 2011 – Playlist: Eilert Pilarm[8]

### Singlar
- 1996 – "Jailhouse Rock"
- 2001 – "Johnny B. Goode"
- 2001 – "Vi gjorde mål igen (Timrå IK)"

## Priser och utmärkelser
- Pappers kulturstipendium till medlemmar, 2002[9]